# الرابطة الوطنية لمجالس مهنة الصيدلة
الرابطة الوطنية لمجالس مهنة الصيدلة (بالإنجليزية: NABP )‏هي جمعية دولية تساعد أعضاء المجالس والهيئات القضائية في إدارة برامج نقل ترخيص الصيادلة وتقييم كفاءة الصيادلة بغرض ضمان الصحة العامة. وتتكون عضوية الرابطة من 54 عضوًا نشطًا و 12 عضوًا مشاركًا، وتشمل مجالس الأعضاء النشطة جميع الولايات المتحدة الخمسين ومقاطعة كولومبيا وغوام وبورتوريكو وجزر فيرجن. المجالس الأعضاء المنتسبة هي أستراليا، وجزر البهاما، و 10 مقاطعات كندية.
تدعم الرابطة مجالس الأعضاء في الصيدلية من خلال تقديم: 
- الامتحانات التي تقيم كفاءة الصيادلة لممارسة الصيدلة، وتشمل هذه الامتحانات امتحان ترخيص صيادلة أمريكا الشمالية (NAPLEX) وفحص فقه الصيدلة متعدد المراحل (MPJE).
- برنامج نقل الترخيص الذي يخفف العبء الإداري على المجالس عن طريق التحقق من طلبات الصيادلة لنقل الترخيص،
- برامج الاعتماد التي تخلق معايير موحدة وتؤدي عمليات تفتيش لتكملة موظفي مجلس الإدارة وتخفيف العبء المالي.
- العديد من الخدمات الأخرى التي توفر الموارد ذات الصلة لمساعدة مجالس الصيدليات لأنها تعمل على حماية الصحة العامة كل يوم.

## التاريخ
نشأت الرابطة في الولايات المتحدة في عام 1904.
في عام 1999، قامت الرابطة بتطوير برنامج التحقق من مواقع الصيدلة على الإنترنت (VIPPS) لاعتماد الصيدليات على الإنترنت.
في عام 2004، وضعت الرابطة برنامج اعتماد الموزعين امعتمدين المؤهلين (VAWD) من اجل اعتماد الموزعين بالجملة وللمساعدة في حماية الجمهور من خطر الأدوية المزيفة.
في عام 2011، نفّذت الرابطة عملية تبادل للبيانات تسمح للصيادلة المعتمدين ووكلاء إنفاذ القانون والمجالس التنظيمية بالوصول إلى معلومات وصف المواد الخاضعة للمراقبة الخاصة بالمريض. توفر منصة NABP PMP InterConnect® المعروفة باسم NABP PMP InterConnect® ملخصًا من صفحة واحدة لأنشطة البحث عن الدواء للمريض عبر خطوط الولاية. اعتبارًا من عام 2018، قام المستخدمون المصرح لهم في 42 ولاية بالوصول إلى البيانات باستخدام النظام لمنع تعاطي المخدرات وتحويل المخدرات.

### نطاق الإنترنت من المستوى الأعلى.pharmacy
في عام 2014، أطلقت الرابطة نطاق إنترنت من المستولى الأعلى .pharmacy (gTLD). «لتزويد المستهلكين في جميع أنحاء العالم وسيلة لتحديد الصيدليات الآمنة والقانونية والأخلاقية عبر الإنترنت والموارد ذات الصلة».
تم التشكيك في نزاهة المجال، لأن شركات إيلي ليلي وشركاءه وميرك آند كو. وفايزر هما المساهمان الرئيسيان في تطبيق الرابطة، بينما في السابق كان هذا التطبيق من قِبل جمعية المواطن العام، ومنظمة علم البيئة الدولية، والرابطة الكندية الدولية للصيدلة.